# Nihad Hasanović
Nihad Hasanović (Bihać, 1974) es un escritor bosnio. 
Participó como soldado en la guerra de 1992-1995, enrolado en el Ejército de Bosnia-Herzegovina; fue herido en 1994 en la línea de defensa de su ciudad, Bihać, asediada por las fuerzas serbias. Tras los Acuerdos de Dayton se trasladó a la capital, Sarajevo, donde se licenció en literatura francesa por la Universidad de Sarajevo. 
En 1996 publicó su primero libro Podigni visoko baklju (Levanta tu antorcha), una obra de teatro sobre la derrota catastrófica de las legiones romanas de Publio Quintilio Varo. En su segundo drama, Zaista (¿De veras?, 2001), habla de la trivialidad de un criminal de guerra, recogiendo elementos del teatro de Samuel Beckett y parodiando clichés de las telenovelas latinoamericanas. En 2003 apareció su libro de relatos Kad su narodi nestali (Cuando los pueblos desaparecieron), prosa de orientación más o menos fantástica en la que reflexiona sobre las paradojas de la identidad colectiva y la religión. Su novela O roštilju i raznim smetnjama (Sobre barbacoa y varias perturbaciones, 2008), está llena de amargura y humor negro; en ella investiga la tenacidad de las pesadillas vividas en la guerra.
En 2013 publicó la novela Čovjek iz podruma (El hombre del sótano).
Tradujo del francés una novela de Kenizé Mourad, Le jardin de Badalpour, L'esprit du terrorisme de Jean Baudrillard y Cahier de Talamanca d'Emil Cioran. Participó en 2002 en el International Writing Program de la Universidad de Iowa.